# تفکیک‌کننده کسر ثابت

مقایسه راه‌اندازی آستانه (چپ) و تحریک کسری ثابت (راست)

تفکیک‌کنندهٔ کسرثابت (به انگلیسی: constant-fraction discriminator) (اختصاری سی‌اف‌دی) یک دستگاه پردازش سیگنال الکترونیکی است که برای تقلید از عملیات ریاضی یافتن حداکثر یک پالس توسط یافتن صفر شیب آن طراحی شده است. برخی از سیگنال‌ها دارای حداکثر تیزی نیستند، اما زمان خیز (به انگلیسی: rise time) {\displaystyle t_{r}} کوتاهی دارند.
سیگنال‌های ورودی معمولی برای سی‌اف‌دی‌ها پالس‌هایی از شمارنده‌های سوسوزن پلاستیکی هستند، مانند آنهایی که برای اندازه‌گیری طول‌عمر در آزمایش‌های نابودی پوزیترون استفاده می‌شوند. پالس‌های سوسوزن دارای زمان خیز یکسانی هستند که بسیار طولانی‌تر از وضوح زمانی مورد نظر است. این ماشه‌زنی (به انگلیسی: triggering) ساده آستانه را ممنوع می‌کند، که باعث وابستگی زمانی ماشه به ارتفاع قله (به انگلیسی: peak) سیگنال می‌شود، اثری که به آن زمان گشت (به انگلیسی: time walk) می‌گویند (نمودار را ببینید). زمان‌های خیز و شکل‌های قله یکسان باعث می‌شود که نه در یک آستانه ثابت، بلکه در کسری ثابت از ارتفاع کل قله، ماشه‌زنی شود، و زمان‌های ماشه‌ای مستقل از ارتفاعات قله را ایجاد می‌کند.

## از دیدگاهی دیگر
یک مبدل زمان-به-دیجیتال، برچسب‌زمانی‌هایی را اختصاص می‌دهد. مبدل زمان-به-دیجیتال نیاز به لبه‌های با افزایش سریع با ارتفاع نرمال دارد. شمارنده سوسوزن پلاستیکی لبه‌هایی را که به سرعت بالا می‌روند با ارتفاع‌های متفاوت ارائه می‌دهد. به‌طورنظری، سیگنال را می‌توان به دو بخش تقسیم کرد. یک قسمت به تأخیر (به انگلیسی: delay) می‌افتد و قسمت دیگر فیلتر پایین‌گذر و وارون می‌شود و سپس در یک تقویت‌کننده با بهره‌متغیر برای تقویت سیگنال اصلی به ارتفاع مورد نظر استفاده می‌شود. عملاً دستیابی به محدوده دینامیکی بالا برای تقویت‌کننده با بهره‌متغیر دشوار است و رایانه‌های آنالوگ با مقدار وارون مشکل دارند.

## اصول کارکرد
سیگنال دریافتی به سه بخش تقسیم می‌شود. یک جزء با یک زمان {\displaystyle t_{d}} تأخیر دارد، با {\displaystyle 0\ll t_{d}\leq t_{r}} – ممکن است در یک عامل کوچک ضرب شود تا بر لبه جلویی پالس تأکید (به انگلیسی: emphasis) شود – و به ورودی ناوارون‌ساز (به انگلیسی: noninverting) مقایسه‌کننده متصل می‌شود. یک جزء به ورودی وارون‌ساز این مقایسه‌کننده متصل است. یک جزء به ورودی ناوارون‌ساز مقایسه‌کننده دیگر متصل است. یک مقدار آستانه به ورودی وارون‌ساز مقایسه‌کننده دیگر متصل می‌شود. خروجی هر دو مقایسه‌کننده وروی یک دروازه AND را تغذیه می‌کند. یک تفکیک‌کننده بدون آن کسر ثابت فقط یک مقایسه‌کننده خواهد بود.
بنابراین کلمه تفکیک‌کننده برای چیز متفاوتی استفاده می‌شود (یعنی برای یک وامدوله‌ساز-اف‌ام).
اغلب سطوح منطقی از ۱۵- ولت < پایین < ۰ < بالا < ۱۵ ولت تحویل داده شده توسط مقایسه‌کننده به ۰ ولت < پایین < ۱٫۵ ولت < بالا < ۳٫۳ ولت مورد نیاز منطق CMOS تغییر می‌کند.

## کاربردهای
اگر تفکیک‌کننده، نمونه‌بردار (به انگلیسی: sampler) را با مقایسه‌کننده پیرو راه‌اندازی کند، به آن تحلیلگر تک کانالی (SCA) می‌گویند. اگر از مبدل آنالوگ به دیجیتال استفاده شود، به آن تحلیلگر چند کانالی (MCA) می‌گویند.